# Thiès
Thiès és una de les ciutats més grans del Senegal. Està situada a 70 km a l'est de Dakar.

## Administració
És la capital del departament de Thiès i de la regió de Thiès.
El novembre de 2008 es van crear tres comunes de districte a Thiès : Thiès Est, Thiès Oest i Thiès Nord.
La ciutat està lligada a la xarxa de l'Associació internacional dels alcaldes francofons (AMF).

## Història

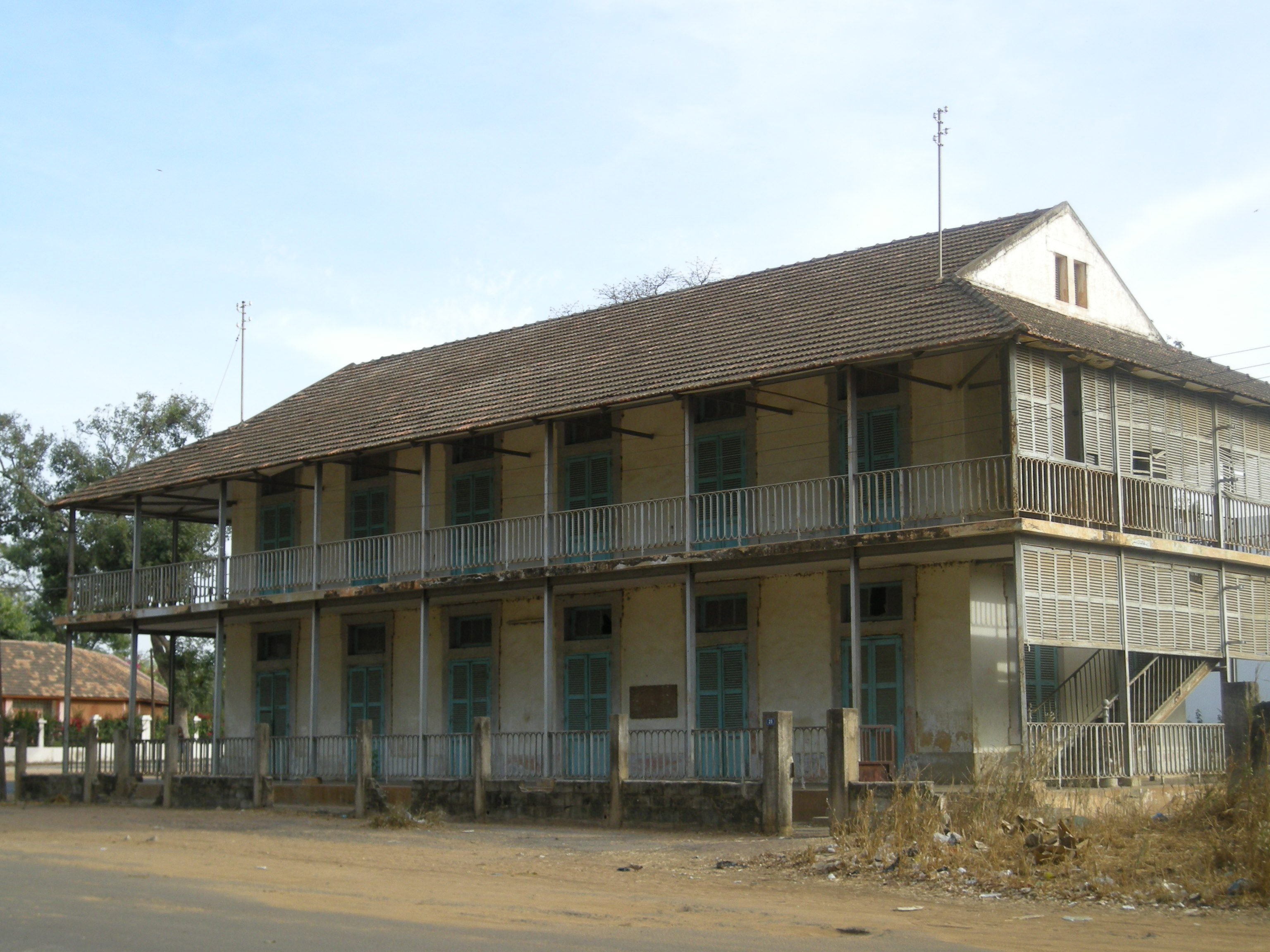
Vestigis de l'arquitectura colonial

Dianxène era un poble sérère fundat al segle XVII al Regne de Cayor, a la província de Diander, i que no comptava més que amb 75 habitants l'any 1860. El 1861 fou erigit en posició militar francesa que va créixer aviar i el 1904 es va convertir en una comuna. El que fou primer president del Senegal independent Léopold Sédar Senghor va presidir el primer consell municipal

## Geografia

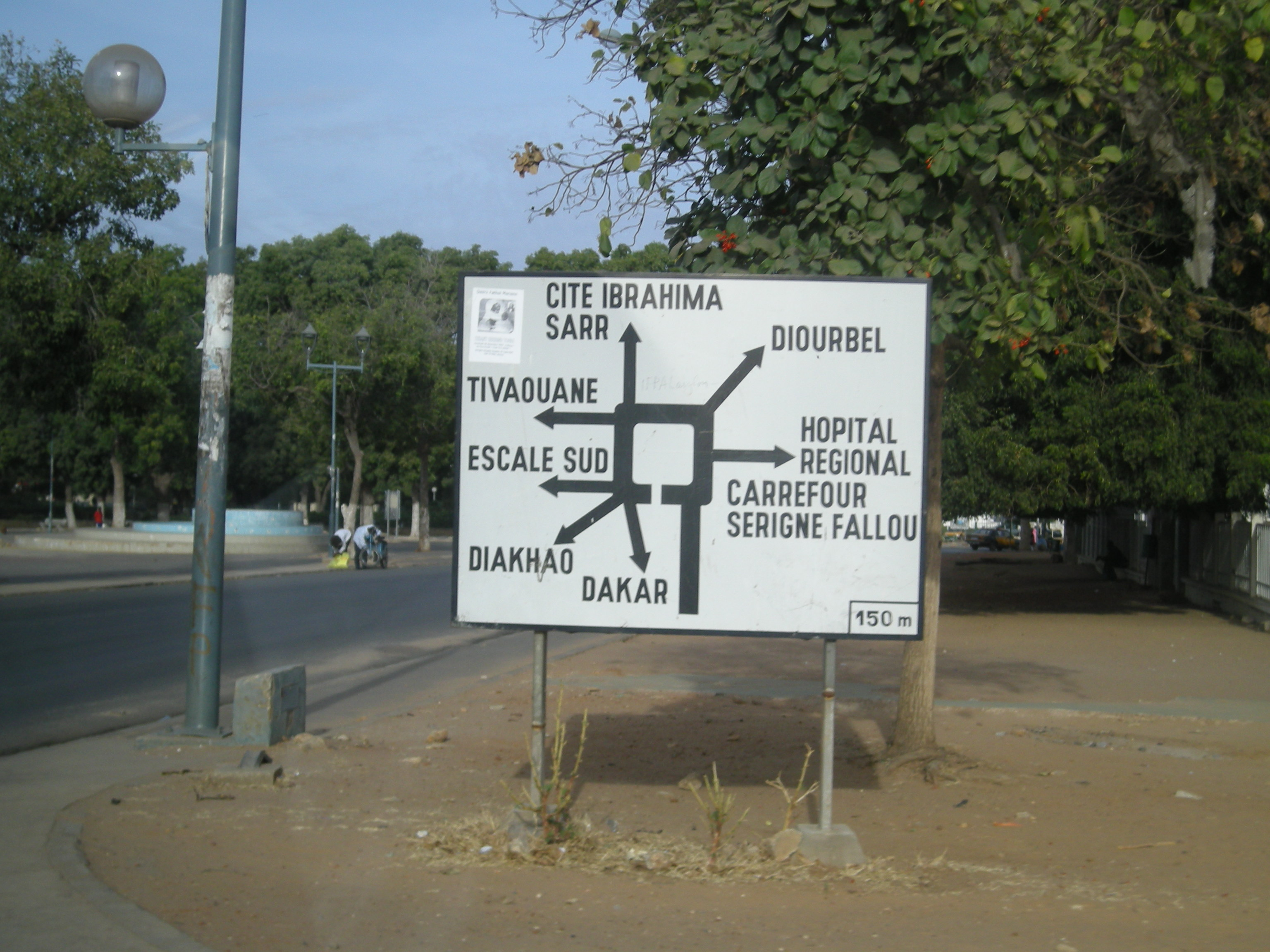
Un nus de comunicacions

Thiès està situat sobre la línia del ferrocarril Dakar-Niger, a 14° 47′ 26″ N 16° 55′ 29″ O (14.790556, -16.924722).14° 47′ 26″ N, 16° 55′ 29″ O / 14.790556°N,16.924722°O

### Física géologique

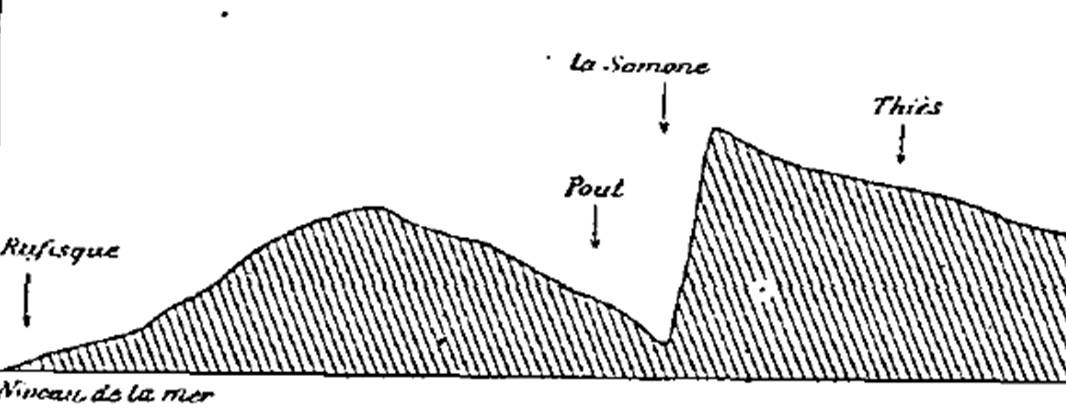
« Copa esquemàtica de Thiès a Rufisque » (1901)

### Població
En el moment dels cens de 1988 i 2002, Thiès comptava respectivament 175.465 i 237.849 persones.
El 2007, segons les estimacions oficials, la població seria de 263.493 habitants. El lloc web de la comuna dona xifres més elevades.
A Thiès i a l'entorn on viuen els nones, un poble parlant el noon, una llengua cangin.

### Activitats econòmiques

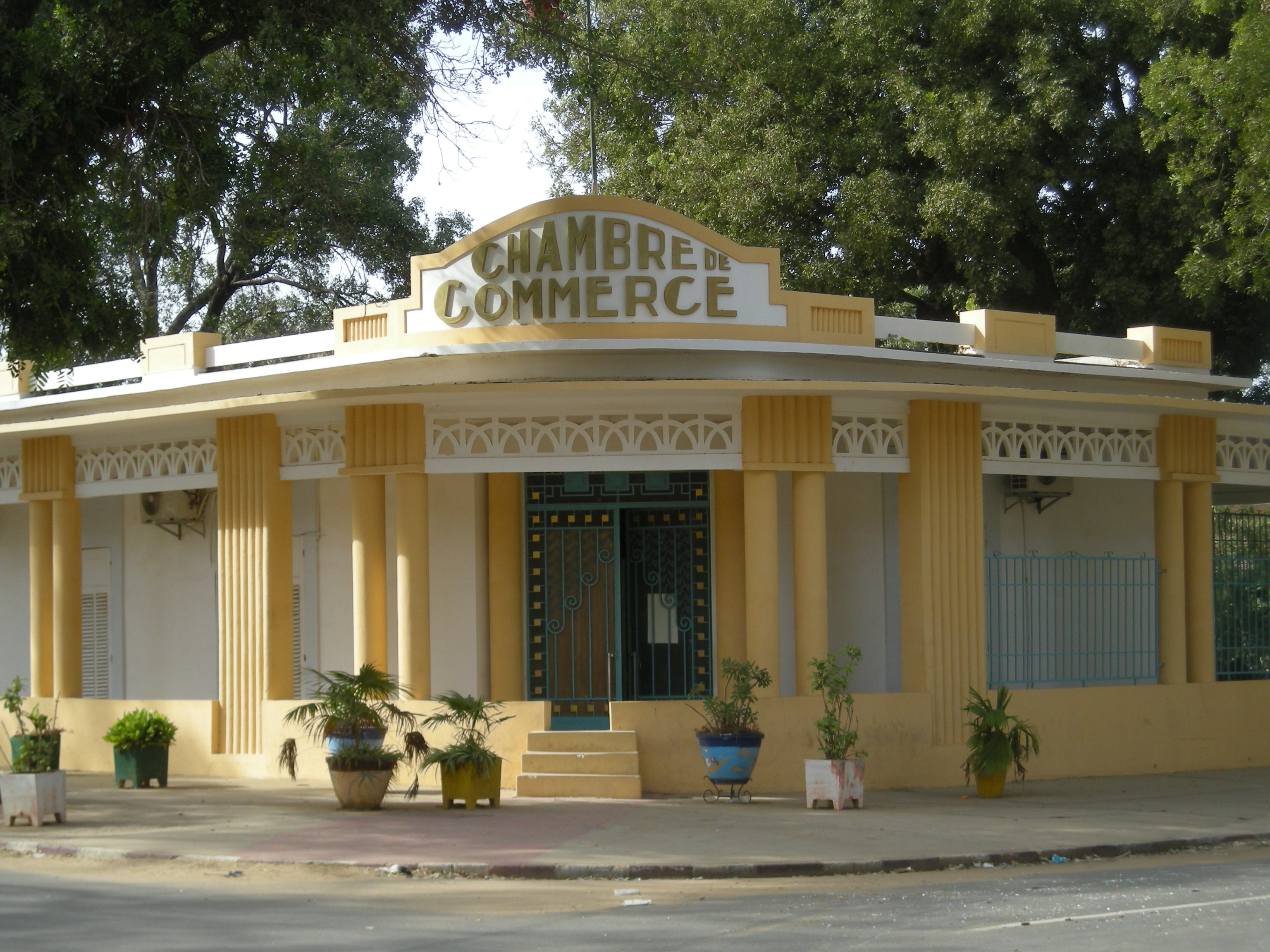
La Cambra de Comerç

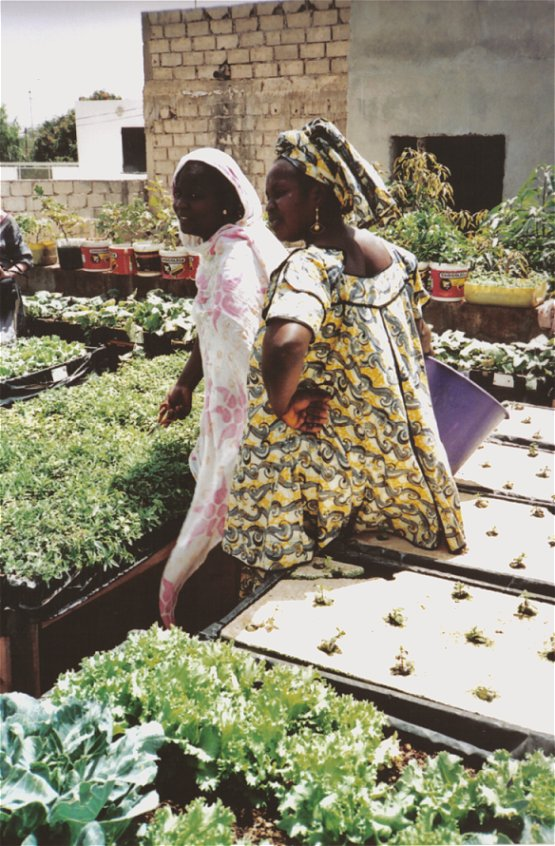
Micro-jardins

Antic lloc de guarnició, nus ferroviari i de carretera remarcablement situat sobre l'eix Saint Louis-Dakar, i després centre administratiu i econòmic, Thiès disposa d'avingudes amples i plantades d'arbres.
Nombrosos i ambiciosos treballs d'urbanisme estan ara mateix en curs, segurament lligats als moments electorals: el nom de Thiès ha estat lligat sovint al de les ciutats que pretenen el títol de capital del Senegal.
Les activitats industrials no hi són pas absents. Una gran part dels habitants treballa a les mines de fosfat s de Taïba i de Pallo, o en altres empreses locals com la fàbrica de piles.

## Bisbat
- Diòcesi de Thiès

## Educació i cultura

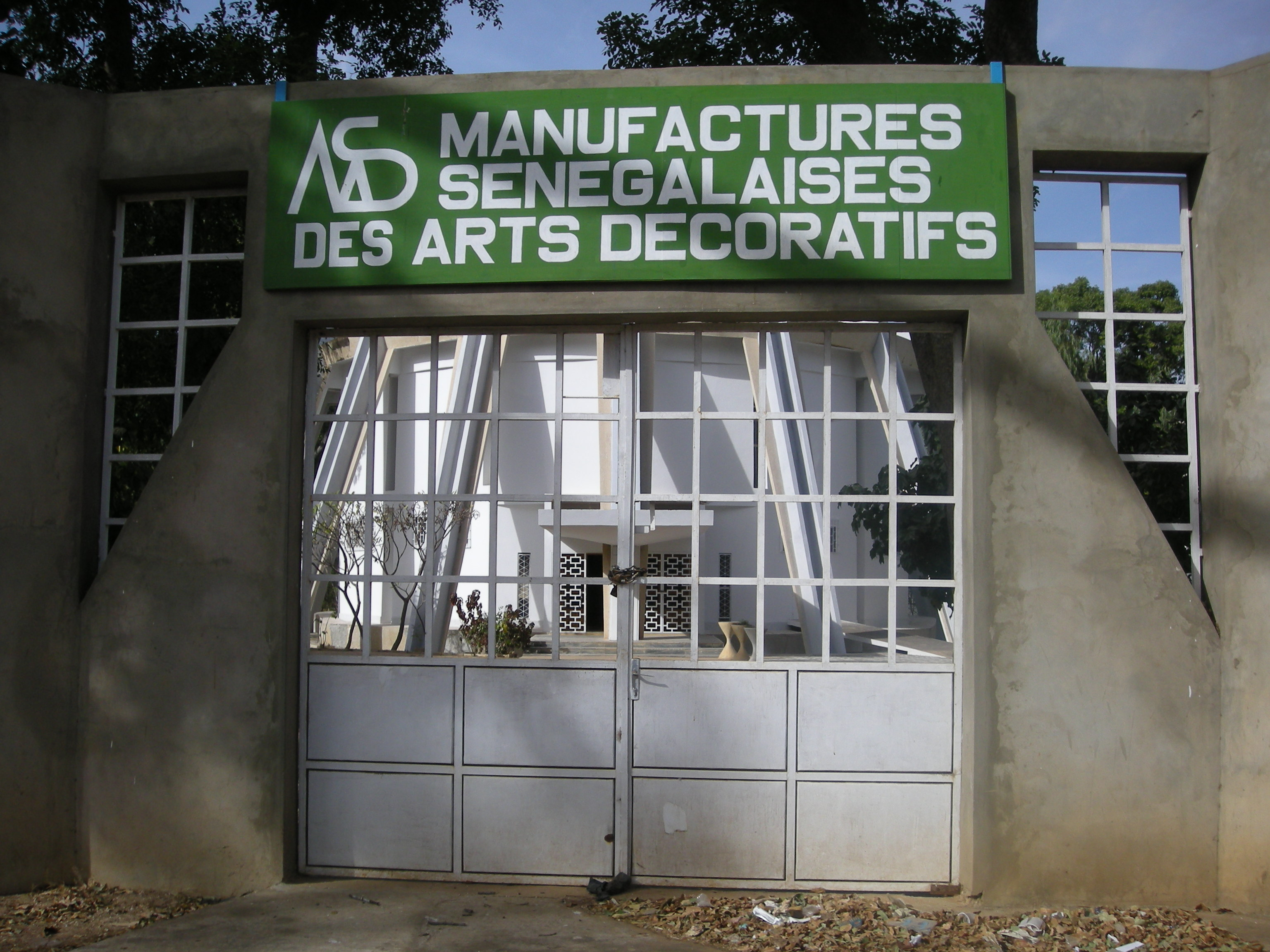
Entrada de les Manufactures senegaleses de les arts décoratives.

Thiès forma estudiants en diversos dominis (Escola Politècnica, Escola d'Oficials, Escola dels Enginyers agrònoms (ENSA)...) i allotja un museu històric, les Manufactures sénégalaises des arts décoratifs (MSAD), especialitzat en la tapisserie, així com la una de les més antigues sales de cinema del país, destruïda durant els grans projectes d'Idrissa Seck. El Col·legi Bassirou Mbacke té l'ambició d'estar a la punta de l'ensenyament numèric al Sénégal.
L'escola Daniel Brottier – del qual el nom ret homenatge al pare Brottier, missioner espiritsan francès – fou construïda en els anys 1950 pels catòlics, sota la impulsió d'Édouard Gérard.

## Agermanaments
- Caen (França) des de 1957border|20x20px
- Sussa (Tunísia) des de 1965border|20x20px
- Solingen (Alemanya) des de 1990border|20x20px